# Synagrops trispinosus
Synagrops trispinosus è un pesce osseo marino appartenente alla famiglia Acropomatidae.